# Katalin Szili

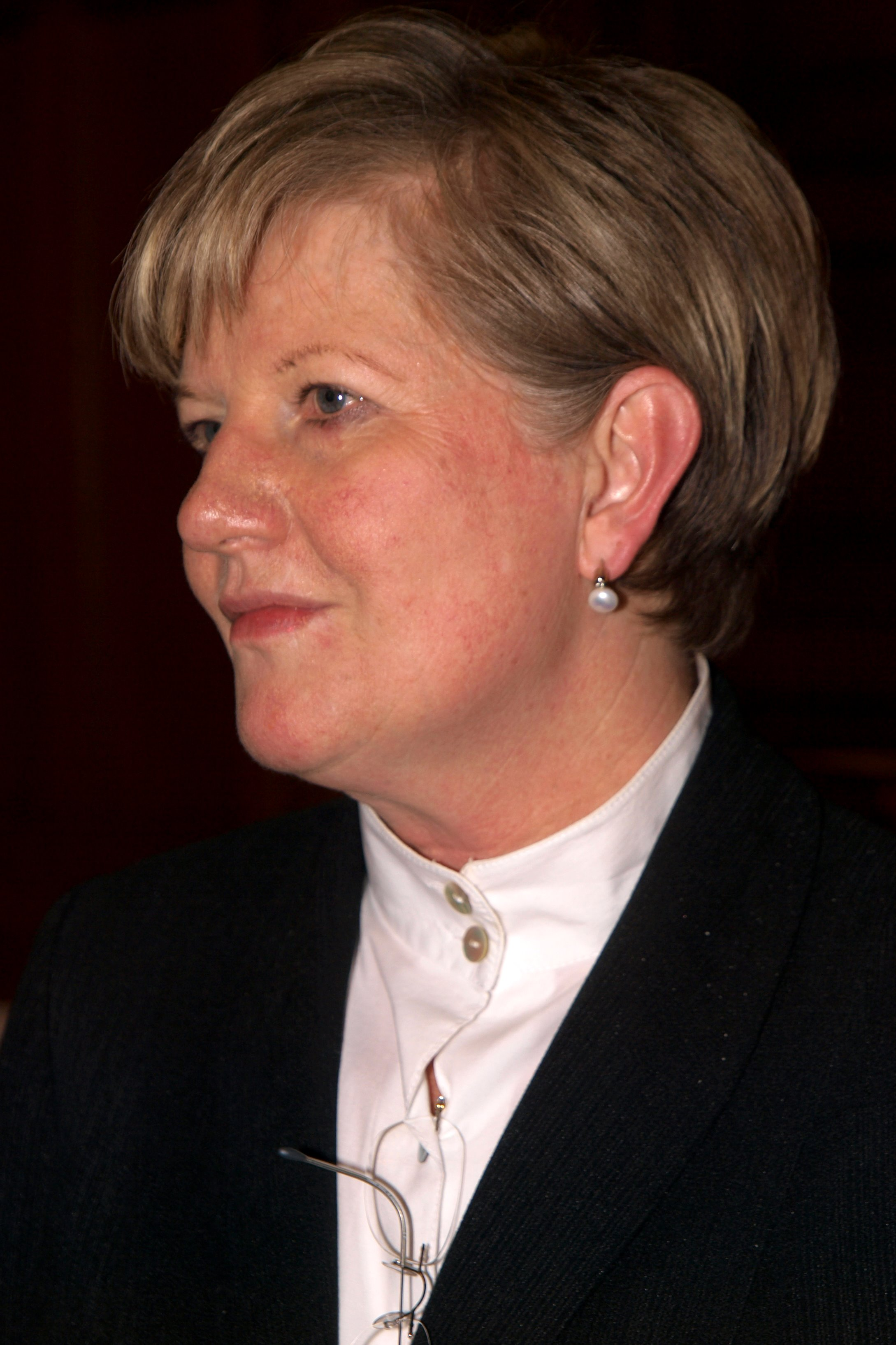
Katalin Szili (2009)

Katalin Szili ['kɒtɒlin 'sili] (* 13. Mai 1956 in Barcs) ist eine ungarische Juristin und Politikerin aus der südungarischen Stadt Pécs. Sie war von 2002 bis 2009 Parlamentspräsidentin.
Szili verlor im Alter von 12 Jahren ihre linke Hand, als eine Handgranate aus dem Zweiten Weltkrieg in ihren Händen explodierte.
Szili studierte Rechtswissenschaften und Politikwissenschaft an der Universität Pécs. Bis 1992 arbeitete sie in verschiedenen Ämtern als Juristin.
Sie war Mitglied in der MSzMP (Ungarische Sozialistische Arbeiterpartei). 1989 trat sie in die MSzP (Ungarische Sozialistische Partei) ein. Von 1997 bis 2001 war sie Präsidentin der Partei im Komitat Baranya, von 2000 bis 2004 stellvertretende Vizepräsidentin der Partei.
Zwischen 1994 und 1998 arbeitete Szili als parlamentarische Staatssekretärin im Ministerium für Umweltschutz. Seit 1994 wurde sie viermal ins Parlament (ung. Országgyűlés) gewählt. Bei jeder Wahl errang sie das Direktmandat in einem Pécser Wahlkreis. Zwischen 1998 und 2002 war sie Vizepräsidentin des Parlaments. Von Mai 2002 bis 2009 war sie die Präsidentin des Parlaments.
Szili wurde am 15. April 2005 als Kandidatin der MSzP für die Nachfolge von Staatspräsident Ferenc Mádl benannt. Damit sah es so aus, als könne erstmals eine Frau das Amt des Staatspräsidenten in Ungarn übernehmen. Bei der Wahl, die am 6. und 7. Juni 2005 stattfand, unterstützte allerdings der kleinere Koalitionspartner, die liberale SzDSz, sie nicht, weil sie als Parteipolitikerin nicht die Überparteilichkeit eines Staatspräsidenten verkörpern könne. Die SzDSz nahm an der Wahl nicht teil. Szili unterlag im dritten Wahlgang gegen den ehemaligen Präsidenten des ungarischen Verfassungsgerichts, László Sólyom, der von der Opposition unterstützt wurde.
Sie galt als die beliebteste Politikerin der Sozialistischen Partei. Als amtierende Präsidentin des Parlaments kandidierte sie im Mai 2009 für das Amt des Bürgermeisters von Pécs. Die Wahl gewann der oppositionelle Bewerber der Fidesz, Zsolt Páva, mit 66 %.
2010 gründete sie eine neue Partei namens Szociális Unió. Damit erlosch ihre Mitgliedschaft bei den Sozialisten, sie trat im Oktober 2010 aus der Fraktion aus. Seitdem saß sie als unabhängige Abgeordnete im Parlament.
Szili wird weitgehend als anerkannte und fachkundige Politikerin bezeichnet. Sie ist verheiratet und hat zwei adoptierte Kinder.

## Auszeichnungen
- 2005: Großes Goldenes Ehrenzeichen am Bande für Verdienste um die Republik Österreich[6]
- 2007: Ehrenplakette des Bundes der Vertriebenen